# Urolestes melanoleucus
El alcaudón pío (Urolestes melanoleucus) es una especie de ave paseriforme de la familia Laniidae propia del África austral y oriental. Es el único miembro del género Urolestes.

## Subespecies
- Corvinella melanoleuca aequatorialis
- Corvinella melanoleuca angolensis
- Corvinella melanoleuca expressa
- Corvinella melanoleuca melanoleuca

## Localización
Es una especie que se localiza en África.